# Pachycerianthus nobilis
Pachycerianthus nobilis is een Cerianthariasoort uit de familie van de Cerianthidae. De wetenschappelijke naam van de soort is voor het eerst geldig gepubliceerd in 1894 door Haddon & Shackleton.